# Tetrasejaspis dinychoides
Tetrasejaspis dinychoides es una especie de arácnido del orden Mesostigmata de la familia Uropodidae.

## Distribución geográfica
Se encuentra en Venezuela.